# Believe in Nexus
BELIEVE IN NEXUS (japánul: ビリーヴ・イン・ネクサス, magyarul: Higgy a kötelékben) Maszaaki Endó kislemeze, 2010. május 12-én jelent meg. A kislemez hossza 15 perc 36 másodperc. A kislemezt a Marvelous Inc. adta ki.

## Számlista
1. BELIEVE IN NEXUS [3:25]
Zene és szöveg: Maszaaki Endó, zenei feldolgozás: Szuzki Maszaki(wd)
2. Clear Mind [4:23]
Dalszerzés: Maszaaki Endó, zenei feldolgozás: Keiicsi Nabesima
3. BELIEVE IN NEXUS （backing track）
4. Clear Mind （backing track）

## Fordítás
- Ez a szócikk részben vagy egészben  a   BELIEVE IN NEXUS című japán Wikipédia-szócikk ezen változatának fordításán alapul.  Az eredeti cikk szerkesztőit annak laptörténete sorolja fel. Ez a jelzés csupán a megfogalmazás eredetét és a szerzői jogokat jelzi, nem szolgál a cikkben szereplő információk forrásmegjelöléseként.